# Pálmai Anna
Pálmai Anna (Budapest, 1984. január 23. –) Junior Prima díjas magyar színésznő, a budapesti Katona József Színház tagja.

## Életpályája
A Vörösmarty Gimnázium drámatagozatán érettségizett, tizenévesen jelentős szerepet alakíthatott a Rosszfiúk című filmben. Egy évig a Bárka Színház stúdiósa volt. 2003-ban felvették a Színház- és Filmművészeti Egyetemre, ahol Horvai István és Máté Gábor tanítványa. 2007-ben végzett, az egyetemi gyakorlatai színhelyére a Budapesti Katona József Színház társulatához szerződött.
Legendás színészdinasztia tagja. Nagyapja Szirtes Ádám, édesanyja Szirtes Ági, mindketten Kossuth-díjas művészek. Szirtes Ági a „Katona” alapító tagja, a társulat első bemutatóján – Csehov: A Manó – Julja Sztyepanovna szerepét alakította, amelyet három hónappal kislánya születése előtt vett át tőle Pogány Judit.
Édesapja Pálmai Zoltán zenész, több meghatározó formáció dobosa.

### A családi tradíció dokumentumai
A Mesél a bécsi erdő című darabban – A karnevál utolsó éjszakája, a Trakhiszi nők  és a Barbárok után – ismét együtt szerepel anya és lánya: Szirtes Ági és Pálmai Anna. Az „első generáció”, Szirtes Ádám a Nemzeti Színház tagjaként számos alkalommal szerepelt a Petőfi Sándor utcában. Többek között A nők iskolája, A nyugati világ bajnoka és a Kiáltás című darabok színlapjain találkozhatunk nevével.

### Családja
2023-ban megházasodott, majd röviddel ezután elvált. Későbbi párja Huszár Henrik teniszező.

## Színpadi szerepeiből
A Színházi adattárban regisztrált bemutatóinak száma: 54.
1996-ban, tizenkét évesen játszott először a "Katonában. A darab címe: Élnek, mint a disznók, Mánya Zsófival kettőzték Sally szerepét.

### A „Katonában”
| - Térey János-Papp András: Kazamaták - Szophoklész: Trakhiszi nők (Iole) - Shakespeare: Macbeth (Harmadik boszorkány) - Petr Zelenka: Hétköznapi őrületek - Gorkij: - Barbárok (Veszelkina) - Fényevők (Liza) - Bozsik Yvette: Playground - Bernhard: Pisztrángötös (Unoka, kötéltáncos) - Nestroy: A talizmán (Szalome) - Vvegyenszkij: Ivanovék karácsonya - Vinnai András: Vakond (Gloria Mitchel) - George Bernard Shaw: A hős és a csokoládékatona (Luka) - Ödön von Horváth: Mesél a bécsi erdő (Emma) - Weöres Sándor: A kétfejű fenevad (Lea, Ibrahim kádi lánya) - Pierre de Marivaux: A szerelem diadala (Korina) - Tersánszky Józsi Jenő-Grecsó Krisztián: Cigányok (Szidike) - Nádas Péter: Szirénének - Torsten Buchsteiner: Nordost (Zura) - Bessenyei György: A filozófus (Angyélika) - Ödön von Horváth: A végítélet napja (Anna) - Fassbinder: Petra von Kant (Karin Thimm) - Vlagyimir Szorokin: Cukor Kreml - Borbély Szilárd: Az Olaszliszkai (Kicsi lány) - Ivan Viripajev: Részegek (Laura) - Pintér Béla: A bajnok - Wolfgang Amadeus Mozart: Così fan tutte (Despina) - Günter Grass: Bádogdob - Madách Imre: Embtrag (Lucifer) | - Eve Ensler: Vaginamonológok - (Thália Színház) - Patrick Barlow: Hur: (Crystal) - Madách Színház - Székely Csaba: Kutyaharapás (Halálangyal) - Vádli Társulat, Tatabányai Jászai Mari Színház - Shakespeare: A tévedések vígjátéka (Adriana) - Szegedi Szabadtéri Játékok - A Bárka Színházban - Slobodzianek: Ilja próféta (Zofia) - Bergman: Legjobb szándékok - A Táp Színházban - Kurátorok - L’art contre l’art - Szép Ernő: Vőlegény (Pendzsi) - Brecht: Az anya (rendőr, portás, vidéki unokahúg) - Závada Pál: Bethlen - Chaucer: Canterbury mesék - Gogol: Háztűznéző |

## Filmszerepei
- Paktum (szín., magyar kisjátékf., 2009)
- Szélcsend (szín., magyar játékf., 2009)
- Fordítva (szín., magyar kisjátékf., 2008)
- Para (szín., magyar vígj., 2008)
- Munkaügyek (2014)
- Alvilág (2019)
- Seveled (2019)
- Mellékhatás (2020)
- El a kezekkel a Papámtól! (2021)
- Együtt kezdtük (2022)
- Szia, Életem! (2022)

### Szinkronszerepei
- Ébrenlét: Jill (Gina Rodriguez)
- Múlt nyáron, hirtelen: Catherine Holly (Elizabeth Taylor)
- A szolgálólány meséje: June Osborne/Fredé (Elisabeth Moss)
- Bizonytalan (Insecure): Issa (Issa Rae)
- Ki vagy, doki?: Martha Jones
- Korra legendája: Kuvira
- Laura rejtélyei: Janina Gavankar
- Rólunk szól: Mandy Moore (Rebecca)
- Brooklyn 99 – Nemszázas körzet: Amy Santiago
- A Feketelista: Elizabeth "Liz" Keen (Megan Boone)
- Szemfényvesztők: Alma Dray
- Az akolitus: Vernestra Rwoh (Rebecca Henderson)

## Hang és kép
- Szélcsend
- Modellfotók

## Hanghordozók
- Vaginamonológok (Hangoskönyv)

## Díjak
- Junior Prima díj (2008)[6]
- Smeraldina-díj (2009)
- A legjobb 30 év alatti színésznő (POSZT-2012)
- Máthé Erzsi-díj (2014)
- Vastaps-díj A legjobb női epizódszerepló (2016-Cosi fan tutte) Jordán Adéllal megosztva.
- Arany Medál-díj (2022)[7]